# Freestyle Fabrik
Freestyle Fabrik was een hiphoptrio uit Antwerpen.
In 2000 bracht de band zijn enige album uit, "De konsensus van de klein dinges", dat werd geproduceerd door DJ 4T4 van 't Hof van Commerce. In 2002 is de band uit elkaar gegaan, maar nadien bracht de Freestyle Fabrik desondanks sporadisch nog enkele singles uit.
De Freestyle Fabrik rapte mee in het nummer "Wik ist?" op het album Rocky7 van 't Hof van Commerce.
Hun bekendste nummer is "Vrijdagavond" (ook bekend als 'Mak is oep a lief zitten?"), dat werd gecoverd door de Fixkes, een versie waar Freestyle Fabrik rapper Meta aan meewerkte. 
Na de breuk van de Freestyle Fabrik ging Meta (Mike Engels) verder onder de naam "10.000 meta's". Hij verscheen nog regelmatig als verrassingsgast op optredens van de Fixkes en rapte mee in het nummer "Plakijzer" uit hun tweede album "Superheld".

## Leden
- Meta (rap)
- Johnny Rizzla (rap)
- Rabaz (beatbox, scratches)

## Discografie
- De Konsensus van De Klein Dinges (2000)